# Ante Župić
Ante Župić (Sinj, 1929. – 2. prosinca 1974.) bio je hrvatski akademski kipar i profesor.
Rođen je u zaseoku Župići u blizini Sinja. Srednjoškolsko obrazovanje započeo je u Franjevačkoj klasičnoj gimnaziji, no ona nakon Drugog svjetskog rata gubi pravo javnosti pa školovanje nastavlja u Gimnaziji Dinka Šimunovića. Upisuje Akademiju likovnih umjetnosti u Zagrebu gdje 1956. godine diplomira i postaje akademski kipar. Uz Stipu Sikiricu jedan je od osnivača Kluba studenata općine Sinj, današnjeg Kluba Sinjana Zagreb, 1954. godine.
Ubrzo ostavlja posao na akademiji te se sa suprugom Anom, s kojom je imao četvoro djece, vraća u rodni Sinj gdje predaje likovnu umjetnost u Gimnaziji. Pri početku Hrvatskog proljeća postaje jedan od osnivača ogranka Matice Hrvatske u Sinju 1970. godine. Zbog političkog djelovanja gubi posao u gimnaziji.[nedostaje izvor] Preminuo je 2. prosinca 1974. u 45. godini života od komplikacija kirurškog zahvata.[nedostaje izvor]
Na prijedlog Kluba Sinjana u Zagrebu 2021. godine u Vrličkoj ulici u Sinju postavljena je portretna bista Ante Župića čiji je autor njegov dugogodišnji prijatelj i kolega Stipe Sikirica. Ceremoniji postavljanja biste prisustvovao je predsjednik Zoran Milanović.